# 318682 Carpaccio
318682 Carpaccio è un asteroide della fascia principale. Scoperto nel 2005, presenta un'orbita caratterizzata da un semiasse maggiore pari a 2,7723452 UA e da un'eccentricità di 0,0819430, inclinata di 3,59162° rispetto all'eclittica.
Fa parte della famiglia di asteroidi Hoffmeister.
L'asteroide è dedicato al pittore italiano Vittore Carpaccio.